# Hainanspiegelpauw
De hainanspiegelpauw (Polyplectron katsumatae) is een vogel uit de familie van de fazantachtigen (Phasianidae) en het geslacht van de pauwfazanten (Polyplectron).

## Voorkomen en leefgebied
De hainanspiegelpauw is endemisch op het eiland Hainan in China. Het leefgebied bestaat uit dichte, altijd groenblijvende montane bossen op 600-1200 m boven de zeespiegel. Reeds in de jaren 1980 was dit bosareaal met 90% afgenomen. In 2022 werd de populatiegrootte geschat op 800 tot 2000 volwassen hoenders. Het tempo van achteruitgang ligt tussen de 50 en 80% in 15 jaar (4,5% tot 10% per jaar). Om deze redenen staat de hainanspiegelpauw als bedreigd op de Rode Lijst van de IUCN.